# Spiesser (Zeitschrift)
Spiesser – die Jugendzeitschrift (Eigenschreibweise in Großbuchstaben) ist ein werbefinanziertes Magazin für Jugendliche und junge Erwachsene. Es wird in Deutschland in einer Auflage von 400.000 Exemplaren kostenlos ausgelegt. Die Zeitschrift wird herausgegeben von der Spiesser GmbH mit Sitz in Dresden. Das Unternehmen betreibt ebenfalls eine Onlineausgabe „Spiesser.de“, außerdem ist es als Werbeagentur tätig.

## Zeitschrift
Die Zeitschrift Spiesser richtet sich vornehmlich an Schüler und Studenten im Alter von 14 bis 24 Jahren. Sie beschäftigt sich mit Themen, die für das Alltagsleben von jungen Erwachsenen bedeutsam sind, zum Beispiel mit Ausbildung, Führerschein, Studium oder der ersten eigenen Wohnung. Die Zeitschrift schreibt ihren Titel in Großbuchstaben als „SPIESSER“. Nach den Regeln der deutschen Rechtschreibung kann das „ß“ im ursprünglichen Wort „Spießer“ bei Großschreibung zu einem Doppel-S werden.
Das Magazin wird in einer Auflage von 400.000 Exemplaren gedruckt und in Deutschland bundesweit in Schulen, Universitäten, Jugendeinrichtungen, Bibliotheken und anderen Treffpunkten von jungen Leuten ausgelegt. Die Reichweite pro Ausgabe lag laut Allensbacher Markt- und Werbeträger-Analyse 2014 bei rund 650.000 Lesern. Die Zeitschrift finanziert sich ausschließlich durch Anzeigen und wird kostenlos vertrieben.
Spiesser wurde 1994 von rund 30 Schülern als gemeinsame Schülerzeitung für Dresdner Schulen gegründet. Die Zeitschrift startete mit einer Auflage von 5.000 Exemplaren und erhöhte sie bis 1999 auf 70.000 Exemplare. Als ein großer Teil des ursprünglichen Redaktionsteams seine Schulzeit beendet hatte und viele Mitarbeiter das Projekt verließen, beschlossen Frank Haring und Konrad Schmidt, den Spiesser weiterzuführen und auszubauen. Dazu gründeten sie ein Unternehmen, die Planlos Verlag GbR. 2005 erschien Spiesser in Sachsen, Thüringen und Sachsen-Anhalt mit einer Auflage von 200.000 Exemplaren. 2006 wurde die Planlos GbR von der Spiesser GmbH abgelöst. 2007 dehnte das Unternehmen das Erscheinungsgebiet auf ganz Deutschland aus und erhöhte die gedruckte Auflage auf 1 Million Exemplare mit dem Ziel, „die am höchsten verbreitete Auflage aller Jugendzeitschriften in Deutschland“ zu haben. Seitdem wurde die Druckauflage auf 400.000 Exemplare gesenkt.
Die Zeitschrift wurde 2007 mit dem „Einheitspreis“ der Bundeszentrale für politische Bildung ausgezeichnet. In 2009 erhielt sie den „Medienethik-Award META“ von Studierenden der Stuttgarter Hochschule der Medien sowie den „Journalistenpreis Pro Ehrenamt“ des Kreises Neuss.
2012 führte der Verlag mit einer Auflage von 100.000 Exemplaren eine Variante des Spiessers für Studenten ein, die er nach einigen Ausgaben wieder einstellte.

## Website
Mit spiesser.de richtete das Unternehmen im Mai 2006 ein Online-Angebot für dieselbe Zielgruppe ein, in das zunächst die Inhalte der Zeitschrift eingestellt wurden. Seit 2009 werden für den Internetauftritt eigene Inhalte produziert. Es gibt eine „Spiesser.de-Community“, bei der sich die Nutzer aktiv mit eigenen Beiträgen und Fotos an der Gestaltung des Online-Magazins beteiligen können. Außerdem werden kostenlose Musikdownloads angeboten und „Schwerpunkt“-Beiträge in Kooperation mit Werbekunden erstellt.

## Veranstaltungen
Gemeinsam mit dem gemeinnützigen Jugendbildungsverein Sachsen e. V. organisierte Spiesser von 2000 bis 2006 verschiedene Veranstaltungen im außerschulischen Jugendbildungsbereich. Junge Menschen zwischen 14 und 22 Jahren konnten an Wochenendveranstaltungen wie „Jugendumwelttage Planet2050“, „Young Biz – die Schülerwirtschaftstage“  und den Sächsischen Jugendmedientagen teilnehmen. Ein besonderes Projekt waren 14-tägige Medienlager in den Sommerferien. Im Jahr 2013 gab es in Chemnitz eine Neuauflage des Medienlagers.

## Werbeagentur
Die Spiesser GmbH betreibt unter anderem Online-Portale im Auftrag des Presse- und Informationsamts der Bundesregierung und des Bundestags. So wird das Jugendmagazin Schekker der Bundesregierung sowohl technisch als auch redaktionell von der Spiesser GmbH betrieben. Auch an der Neugestaltung des Jugendportals www.mitmischen.de des Deutschen Bundestags war das Unternehmen beteiligt.

## Kritik

### Schleichwerbung
Dem Spiesser werden immer wieder Schleichwerbung bzw. die Vermischung von redaktionellem Inhalt und Werbung vorgeworfen. So mahnte dies unter anderem Neon-Chefredakteur Michael Ebert im Rahmen einer Blattkritik an, zu der er von Spiesser im Januar 2006 eingeladen war. Man müsse sich entscheiden, was man sein wolle: ein werbefinanziertes Kostenlos-Blatt oder eine vollwertige Zeitschrift. Im Jahr 2013 veröffentlichte die Zeitschrift eine doppelseitige Anzeige des Energiekonzerns RWE, in der zwei Praktikanten aus der Redaktion Positionen des Unternehmens vertraten. Beide traten in der gleichen Ausgabe als Autoren anderer Texte in Erscheinung. Dies wurde in Zusammenhang mit dem nicht als Werbung deklarierten Spiesser-Blog meine-deine-energie, in dem in Zusammenarbeit mit dem Stromkonzern Beiträge wie Warum Photovoltaik in Deutschland nichts zu suchen hat oder Die Erbsünde der Solarzelle in einem Beitrag der taz als starkes Beispiel für journalistische Abhängigkeiten dargestellt.
In seinen aktuellen Anzeigenverkaufsunterlagen bietet der Verlag ausdrücklich Werbung in redaktioneller Gestaltung zum Teil zu festen Preisen an: „In Sonderwerbeformen wie Advertorials oder Sonderpublikationen werden Kommunikationsziele von Partnern gemeinsam mit jungen Erwachsenen unter Anleitung erfahrener Redakteure umgesetzt.“ Sie werden wahlweise als „Advertorial“, „Sonderwerbeform“, „Sonderpublikation“, „Spezial“, „Testlabor – Spiesser-Leser testen Produkte“ oder „Themenschwerpunkt“ bezeichnet.

### Angaben zur verteilten Auflage
Die Konkurrentin Bauer Media Group als Herausgeberin der Zeitschrift Bravo bezweifelte teilweise die Korrektheit der vom Spiesser-Verlag angegebenen Auflagezahlen, welche auf Erhebungen der IVW basieren. Die Hauptbegründung bestand darin, dass der Spiesser im Unterschied zu anderen Zeitschriften nicht verkauft wird, sondern lediglich kostenfrei ausliegt und so nicht klar bestimmt werden kann, wie viele Exemplare tatsächlich der Zielgruppe zugänglich seien. Eine Klage des Bauer-Verlages auf Unterlassung des Werbens mit IVW-Zahlen wurde zunächst vom Landgericht Hamburg negativ entschieden. Bei einem erneuten Anlauf vor dem Landgericht München wurde der Klage jedoch stattgegeben und dem Spiesser das Werben mit IVW-Zahlen untersagt. Das Oberlandesgericht München stellte in seinem Urteil vom 19. September 2013 jedoch fest, dass das Werben mit IVW-Zahlen rechtmäßig sei. Damit wurde das zuvor bestehende Urteil wieder aufgehoben und der Spiesser darf weiter mit IVW-Zahlen werben. Außerdem wurde in der Urteilsbegründung festgestellt, dass der Spiesser an bayerischen Schulen  nur nach Genehmigung der Schulleitung ausgelegt werden darf.